# Changey
Changey ist eine französische Gemeinde mit 290 Einwohnern (Stand 1. Januar 2022) im Département Haute-Marne in der Region Grand Est. Sie gehört zum Kanton Nogent und im Arrondissement Langres. 

## Lage
Die Gemeinde Changey liegt sieben Kilometer nördlich von Langres an der Mauer des Stausees Réservoir de Charmes, der vom Flüsschen Val de Gris gespeist wird.
Nachbargemeinden sind:
| Rolampont       |                                             | Dampierre        |
| Charmes         | Kompassrose, die auf Nachbargemeinden zeigt | Neuilly-l’Évêque |
| Humes-Jorquenay | Bannes                                      |                  |

## Bevölkerungsentwicklung
| Jahr                       | 1962 | 1968 | 1975 | 1982 | 1990 | 1999 | 2008 | 2018 |
| -------------------------- | ---- | ---- | ---- | ---- | ---- | ---- | ---- | ---- |
| Einwohner                  | 128  | 116  | 98   | 122  | 201  | 218  | 264  | 301  |
| Quellen: Cassini und INSEE |      |      |      |      |      |      |      |      |